# Букова (Україна)
Букова́ — село в Бісковицькій сільській громаді Самбірського району Львівської області України. Історична дата заснування — 1680 рік. Святкування дня села — 8 листопада. Населення становить 767 осіб.

## Освіта та культура
В селі функціонує неповна середня школа на 160 чоловік, народний дім (150 місць), бібліотека.
З 1946 р. в селі функціонує Буківський дитячий будинок-інтернат, розміщений в приміщенні колишнього монастиря св. Йосафата.

## Пам'ятки архітектури
Церква Святого Дмитрія Солунського побудована у 1924 році, Храмове свято — 8 листопада.
Перша згадка про церкву в селі, відомому вже у XV ст., походить з податкового реєстру 1507 року. В інвентарі 1733 року церква відзначена, як стара дерев'яна будівля. З акту візитації старосільського деканату 1761 року відомо, що тодішню церкву в Буковій звели коло 1690 року. Нова дерев'яна тризрубна однобанна церква, зведена з кругляків, постала у 1763 році.
Як подає акт деканальної візитації 1815 року, у церкві не було підлоги, а цвинтар при ній не мав огородження. Відновили споруду в 1892 році, але під час Першої світової війни у 1917 році стара церква згоріла від залишеної запаленої свічки. У 1924 році збудували нову дерев'яну церкву. Зводив її, за словами мешканців, поляк майстер Буклат з Фельштина (сьогодні село Скелівка) з помічником місцевим майстром Дем'яном Медведем.
Завершував будову місцевий мешканець Осип Ганяк. Тоді ж у 1920-х роках встановили новий іконостас. У радянський період церква була зачиненою. Всередині стіни церкви оббиті картом у 1975 році і вкриті орнаментальним трафаретним стінописом.
На північ від церкви раніше стояла стара стовпова дзвіниця, зведена 1743 року. Поряд з нею мурують велику триярусну дзвіницю з цегли (2004 р.).

## Історія
Перебувало у власності Миколая (Миклаша) Гербуртовича «з Фельштина». Згідно запису Перемиських земських книг 1462 року село було передано в спадок Яну «з Городовичів і Хирова»
З 1792 р. село перейшло у власність Добромильського монастиря. У зв'язку з цим у селі було облаштовано монастирський фільварок. Тут мешкали 2-3 ченці, які наглядали за господарством, лісами, ставами для утримання добромильського новіціяту.
Відомо, що на поч. ХІХ ст. у Буківській чернечій обителі розташовувалися: дерев’яний палац, оцінений у 200 зл. р., фільварок, стайня для коней і корівник для корів, стайня на воли, возівня,
шпихлір, 4 дерев’яні стодоли, корчма, млинок із 1 каменем загальною вартістю понад 600 зл. р.
Після перенесення новіціяту з Добромиля до Крехова (1902 р.) фільварок в Буковій перетворили на окрему резиденцію Чину Отців Василіян - монастир св. Йосафата (існував до 1946 р.).

## Населення

### Мова
Розподіл населення за рідною мовою за даними перепису 2001 року:
| Мова       | Кількість | Відсоток |
| ---------- | --------- | -------- |
| українська | 767       | 100%     |

## Відомі люди
- Малецький Роман Михайлович (1994-2014) — солдат Збройних сил України, учасник російсько-української війни.
- Миколай Куць (1946-2013) — ієромонах Чину Найсвятішого Ізбавителя, священик УГКЦ, один із організаторів та викладачів підпільної семінарії в Самборі.